# 孫轍
孙辙（1262年—1334年），字履常，元朝抚州临川（今江西省抚州市临川区）人。
他的祖先宋朝初年从金陵迁到临川。孙辙少年丧父，事母至孝。学行纯正，善作文章。家居教学诸生，与人交流，以孝悌忠信为本，听到的人油然感悟。待人有礼，辞气温和，不言人过失长短。多次被人推荐为官，都没有就任。当地中有声望之人皆出其门。士子至抚州必来相见，长吏之贤者必定造访。